# Djão
Djão (Tete, África Oriental Portuguesa; 16 de agosto de 1958 – 7 de enero de 2023) fue un futbolista portugués nacido en Mozambique que jugaba en la posición de delantero.

## Carrera

### Club
| Periodo   | Club             |
| --------- | ---------------- |
| 1977      | GDR Textáfrica   |
| 1977–1979 | GD Chaves        |
| 1979–1987 | CF Os Belenenses |
| 1987–1990 | FC Penafiel      |
| 1990–1991 | FC Marco         |
| 1991–1994 | Rebordosa AC     |

### Selección nacional
Jugó para Portugal en una ocasión, en 1981.